# Fine amara
Fine amara (titolo originale Bitter End) è la prima novella gialla di Rex Stout con Nero Wolfe protagonista.

## Trama
Nero Wolfe è costretto a mangiare del cibo in scatola a causa dell'influenza che ha debilitato Fritz Brenner; quando si accorge che al paté è stato aggiunta della droga, ecco che parte la caccia al responsabile. La pista porta a una compagnia alimentare, la Tingley's Tidbits, che è vittima di un tentativo di sabotaggio per mezzo di chinino introdotto nei suoi prodotti. Ma ben presto la situazione si complica, con un caso di omicidio.

### Personaggi principali
- Nero Wolfe: investigatore privato
- Archie Goodwin: assistente di Nero Wolfe e narratore di tutte le storie
- Arthur Tingley: proprietario della Tingley's Tidbits
- Amy Duncan: sua nipote
- Gwendolyn Yates: responsabile della produzione della Tingley's Tidbits
- Carrie Murphy: sua assistente
- Leonard Cliff: vicepresidente della P&B Corporation
- Guthrie Judd: banchiere
- Philip Tingley: figlio adottivo di Arthur
- Cramer: ispettore della Squadra Omicidi

## Critica
La storia venne inizialmente scritta da Stout come romanzo, dal titolo Un pizzico di chinino (titolo inglese Bad for Business) con protagonista l'investigatore Tecumseh Fox. In seguito alla richiesta della rivista American Magazine per un racconto con protagonista Nero Wolfe, Stout ne riutilizzò la trama, adattandola alla lunghezza di un racconto lungo, o novella.
"La prima avventura con Nero Wolfe e Archie Goodwin della lunghezza di una novella apparve nel numero di novembre 1940 di The American Magazine con il titolo di Bitter End. La rivista aveva convinto Stout a riscrivere e condensare il suo romanzo breve con Tecumseh Fox completato di recente, Bad for Business. Bitter End è una storia cupa, complessa e con indizi abbastanza onesti, che si basa sulle complicate relazioni familiari, personali e di affari dei proprietari e degli impiegati della Tingley's Tidbits, un produttore di specialità alimentari sul quale Wolfe si trova spinto a indagare per via della sua esperienza personale con uno dei loro prodotti. La prima pubblicazione di Bitter End in formato libro fu nel raro volume Corsage: A Bouquet of Rex Stout and Nero Wolfe, nel 1977."

## Edizioni
- Rex Stout, Fine amara, collana Il Giallo Mondadori, traduzione di Lanfranco Fava, Mondadori, 1999, ISSN 1120-5083 (WC · ACNP).